# Krajowa Reprezentacja Doktorantów
Krajowa Reprezentacja Doktorantów (KRD), zgodnie z ustawą Prawo o szkolnictwie wyższym i nauce, ma prawo do wyrażania opinii i przedstawiania wniosków w sprawach dotyczących ogółu doktorantów, w tym do opiniowania aktów normatywnych dotyczących doktorantów. KRD powołuje dwóch swoich przedstawicieli do Rady Głównej Nauki i Szkolnictwa Wyższego.

## Cele KRD
W myśl postanowień statutu KRD realizuje takie cele jak:
• reprezentowanie interesów oraz obrona praw doktorantów,
• rozwijanie samorządności doktoranckiej,
• współpraca z ośrodkami wspierającymi działalność naukową doktorantów,
• wspieranie inicjatyw środowiska doktorantów,
• budowanie więzi kulturalnych i towarzyskich,
• wyrażanie opinii i przedstawianie wniosków w sprawach dotyczących ogółu doktorantów,
• opiniowanie projektów aktów normatywnych dotyczących doktorantów,
• występowanie z propozycjami aktów prawnych do właściwych organów państwa.

## Organy KRD
Organy Krajowej Reprezentacji Doktorantów powołane są na podstawie Statutu KRD.

### Zjazd Delegatów
Zjazd Delegatów jest najwyższym organem KRD. Jest on organem uchwałodawczym tworzą go przedstawiciele samorządów doktorantów uczelni i jednostek naukowych. Zjazd obraduje raz w roku.

### Przewodniczący
Przewodniczący KRD jest organem wykonawczym. W 2023 roku stanowisko to pełni mgr inż. Michał Klimczyk, który reprezentuje Politechnika Rzeszowska im. Ignacego Łukasiewicza. W poprzednich latach tę funkcję sprawowali:
- 2022 – mgr inż. Jarosław Olszewski - Szkoła Główna Gospodarstwa Wiejskiego w Warszawie
- 2021 – mgr inż. Jarosław Olszewski - Szkoła Główna Gospodarstwa Wiejskiego w Warszawie
- 2020 – mgr Aleksy Borówka - Uniwersytet Wrocławski
- 2019 – mgr Łukasz Kierznowski - Uniwersytet w Białymstoku
- 2018 – mgr inż. Ewelina Pabjańczyk-Wlazło - Politechnika Łódzka
- 2017 – mgr inż. Michał Gajda – Politechnika Warszawska
- 2016 – mgr inż. Michał Gajda – Politechnika Warszawska
- 2015 – mgr inż. Michał Gajda – Politechnika Warszawska
- 2014 – mgr inż. Marta Dendys – Akademia Górniczo-Hutnicza
- 2013 – mgr Robert Kiliańczyk – Szkoła Główna Gospodarstwa Wiejskiego
- 2012 – mgr Robert Kiliańczyk – Szkoła Główna Gospodarstwa Wiejskiego
- 2011 – mgr inż. Kinga Kurowska – Politechnika Warszawska
- 2010 – mgr inż. Kinga Kurowska – Politechnika Warszawska
- 2009 – mgr inż. Piotr Koza – Politechnika Warszawska
- 2008 – mgr inż. Paweł Kos – Politechnika Krakowska
- 2007 – mgr inż. Rafał Ruzik – Politechnika Warszawska (do 10 marca 2007 r. mgr inż. Iwona Kasprzyk-Młynarczyk – Wojskowa Akademia Techniczna)
- 2006 – mgr Aleksander Anikowski – Uniwersytet Mikołaja Kopernika w Toruniu

### Zarząd
Zarząd KRD jest organem wykonawczym. Składa się z 6 członków. Zarząd może powoływać swoich pełnomocników do wykonywania określonych zadań.

### Komisja Rewizyjna
Do zadań Komisji Rewizyjnej KRD należy kontrolowanie bieżącej działalności Zarządu KRD, w szczególności prawidłowej realizacji zadań określonych przez Zjazd Delegatów oraz podjętych uchwał oraz gospodarki finansowej. Komisja składa się z 5 członków.

### Rzecznik Praw Doktoranta
Stoi na straży praw doktoranta określonych w obowiązujących aktach prawnych. Podejmuje interwencje w indywidualnych sprawach doktorantów u organów, organizacji i instytucji obowiązanych do przestrzegania i realizacji praw doktoranta oraz prowadzi kampanie informacyjne oraz inne działania zmierzające do zwiększenia świadomości w zakresie praw i obowiązków doktoranta.

## Działalność KRD
Krajowa Reprezentacja Doktorantów jest zaangażowana w szeroką gamę projektów sportowych, konkursów i szkoleń miękkich. Wśród projektów realizowanych pod egidą KRD jest konkurs PROPAN oraz PRODOK. Są to turnieje na najbardziej podoktorancki Instytut Polskiej Akademii Nauk i uczelnię Polsce, których celem jest wyłonienie uczelni/jednostki PAN stwarzającej najlepsze warunki studiowania dla doktorantów oraz promowanie dobrych praktyk na studiach doktoranckich. KRD współpracuje także z lokalnymi porozumieniami doktorantów jak i porozumieniami branżowymi takim jak: Doktoranckie Forum Uniwersytetów Polskich, Ogólnopolskie Porozumienie Doktorantów Akademii Wychowania Fizycznego, Porozumienie Doktorantów Nauk Humanistycznych i Społecznych, Porozumienie Doktorantów Uczelni Technicznych, Porozumienie Doktorantów Uczelni Rolniczych i Przyrodniczych.